# Kalatka
Kalatka (Aponogeton) je rod jednoděložných rostlin z čeledi kalatkovité. Je to jediný rod této čeledi. V novějších systémech, např. APG II je řazen do řádu žabníkotvaré (Alismatales), starší systémy ho řadí jinam, např. Tachtadžjanův systém a Revealův systém ho řadí do samostatného řádu Aponogetonales, Goldbergův systém a Cronquistův systém do řádu Najadales, Thorneův systém do řádu Potamogetonales atd.

## Popis
Jedná se o vodní vytrvalé byliny s oddenky či hlízami, kořenící ve dně. Listy jsou střídavé, ponořené i plovoucí (častá heteofylie), řapíkaté, jednoduché, se souběžnou žilnatinou. Jsou to jednodomé rostliny s oboupohlavními květy. Květy jsou v květenstvích, klasech, vykvétají nad hladinou. Jsou zygomorfické a opylovány jsou hmyzem (entomogamie). Okvětí chybí nebo jsou přítomny 2 (či 1-6) okvětních lístků v jednom přeslenu, většinou bílé, méně často modré či purpurové. Tyčinek je 6, ale někdy i mnohem více. Gyneceum je apokrapní, nejčastěji z 3-6 plodolistů. Plodem jsou měchýřky uspořádané do souplodí.

## Rozšíření
Celkem je známo asi 47 druhů tohoto rodu. Primárně je rozšířen v subtropické až tropické Africe včetně jižní Afriky,, tropické Asii a Austrálii, ale třeba druh Aponogeton distachyos byl zavlečen různě po světě, např. do Severní a Jižní Ameriky, Austrálie i do jihozápadní Evropy.

## Využití
Hlízy i jiné části některých druhů jsou jedlé.
Řada druhů se pěstuje v akváriích.